# Alpinum

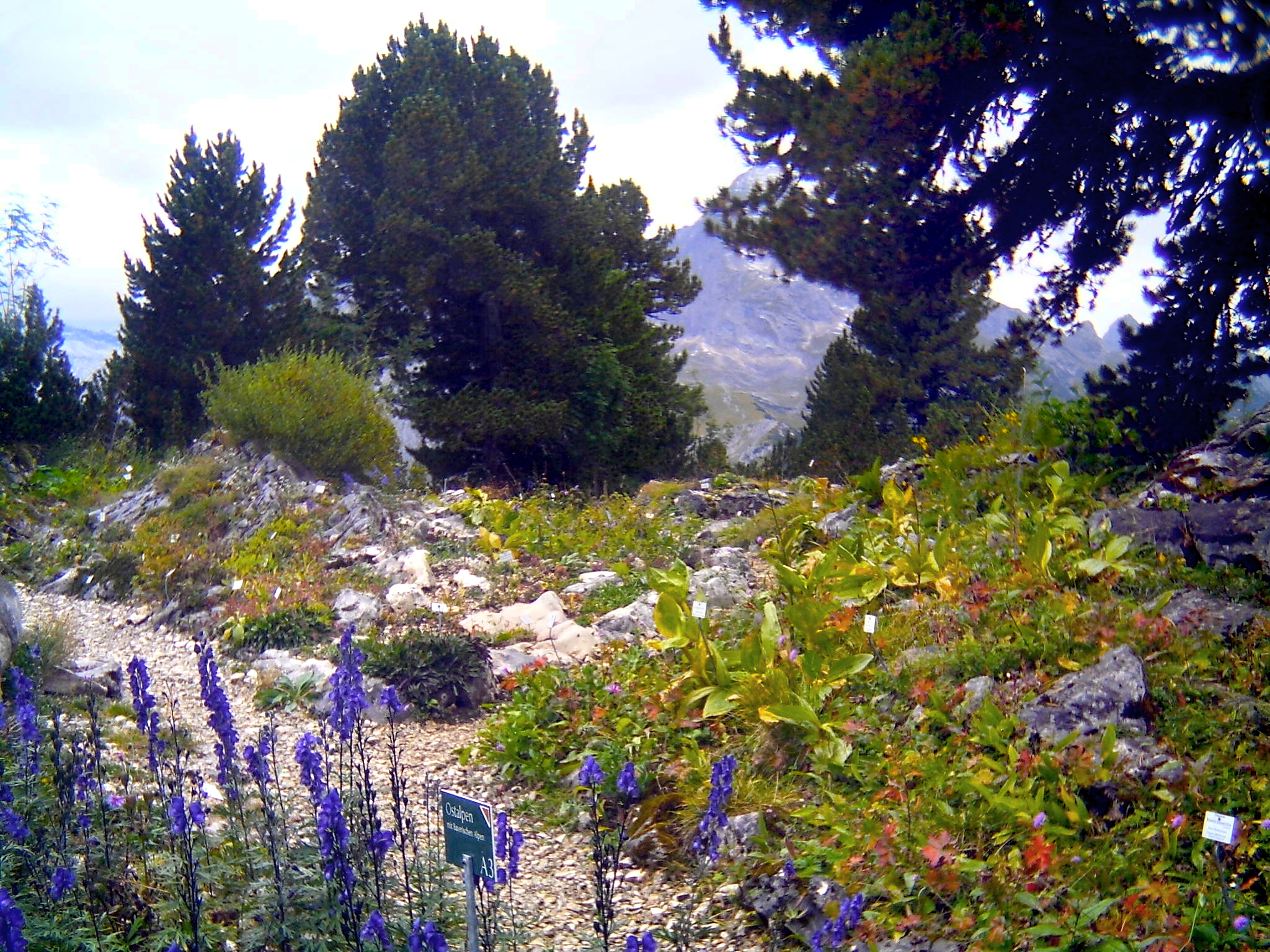
Alpinum en Schachen Garmisch-Partenkirche.

Un alpinum o alpinarium es un jardín especializado enfocado en las plantas de las zonas de alta montaña de todas las regiones del mundo. Un alpinum intenta imitar en sus instalaciones, con grandes piedras y lechos de gravas, las condiciones en las que se encuentran estas plantas en sus lugares de origen. 
Las plantas se cultivan en un suelo pobre y escaso en huecos de columnas de piedra o en las juntas de las estructuras de piedra. Normalmente uno de los principales impedimentos para su cultivo son las condiciones contrarias para su desarrollo que existen en algunas zonas, en particular con inviernos suaves y fuertes y copiosas lluvias (por ejemplo en Reino Unido e Irlanda); esto se evita cultivando estas plantas en invernaderos llamados «casas alpinas», que reproducen lo más fielmente posible sus condiciones ideales de desarrollo.

## Historia
El primer verdadero jardín alpino fue creado por Anton Kerner von Marilaun en 1875 en el Monte Blaser, en el Tirol austriaco, a una altitud de 2190 m s. n. m.
Las plantas típicas de un alpinum son:
- Androsace
- Campanula (especies alpinas)
- Dianthus (especies alpinas)
- Gentiana
- Globularia
- Leontopodium
- Pulsatilla
- Primula (especies alpinas)
- Ranunculus
- Saxifraga

## Algunos alpinum del mundo
- Jardín Alpino Betty Ford
- Jardín Botánico Alpino alle Viotte di Monte Bondone
- Jardín Botánico de Bielefeld
- Jardín Botánico de Padua
- Jardín Botánico de la Universidad de Innsbruck
- Jardín Botánico de la Universidad del Ruhr en Bochum